# Кіріяк Катерина Йосипівна
Катерина Йосипівна Кіріяк (нар. 5 грудня 1956, село Рудка, тепер Гребінківського району Полтавської області) — українська радянська діячка, майстер машинного доїння корів колгоспу «Україна» (імені Чапаєва) Гребінківського району Полтавської області. Депутат Верховної Ради УРСР 10—11-го скликань.

## Біографія
Освіта середня.
З 1972 року — доярка, майстер машинного доїння корів колгоспу «Україна» (імені Чапаєва) Гребінківського району Полтавської області.
Потім — на пенсії в селі Рудка Гребінківського району Полтавської області.

## Нагороди
- орден «Знак Пошани»
- медалі